# George A. Romero’s Resident Evil
George A. Romero’s Resident Evil ist ein US-amerikanischer Dokumentarfilm aus dem Jahre 2025 vom Regisseur Brandon Salisbury. Die Doku bietet Einblicke in George A. Romeros unvollendetes Projekt, den beliebten Videospielklassiker Resident Evil als Kinofilm zu adaptieren.

## Produktion
Das Projekt begann 1998, als Constantin Film Romero kontaktierte, um die Spiele-Serie zu verfilmen. Obwohl er ein Drehbuch lieferte, das den Ton des Spiels einfangen sollte, wurde es abgelehnt, und die Idee kam nie über die Entwicklungsphase hinaus. Die Dokumentation nutzt Archivmaterial, Interviews mit beteiligten Personen und bisher unveröffentlichte Dokumente.
George A. Romero’s Resident Evil wurde im August 2022 beim Creature Feature Weekend in Gettysburg angekündigt. Ein Teaser-Trailer der Doku wurde am 28. März 2023 veröffentlicht. Am 7. Januar 2025 erschien die Dokumentation.